# Tone Danielsen
Tone Danielsen (nascida em 15 de agosto de 1946) é uma atriz norueguesa. Em 1985, recebeu o Prêmio Amanda de melhor atriz por seu papel em The Good Man in Sezuan. Ela recebeu o prêmio honorário de Per Aabel em 2010 e foi indicada ao Kanonprisen 2018 na categoria de melhor atriz coadjuvante por Assassinatos no Congo (2018).